# افسر موتورخانه (کشتی)

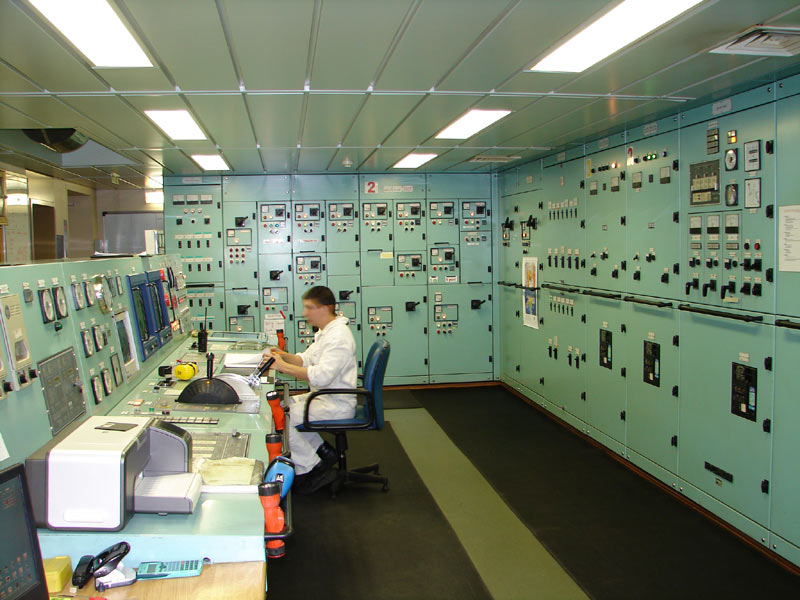
اتاق کنترل موتورخانه یک کشتی نفت‌کش

افسر موتور یا مهندس کشتی، یک دریانورد مجاز و دارای صلاحیت است که مسئول بهره‌برداری و نگهداری نیروهای پیشرانه و سیستم‌های پشتیبانی یک شناور است. افسران موتور معمولاً به عنوان تکنسین مهندسی تحصیل کرده و واجد شرایط هستند.

مهندسین کشتی وظیفه پیشرانه و سایر سیستم‌های کشتی مانند: دیزل ژنراتور، نورپردازی مازوت، روغن کاری، تقطیر، جداسازی آب؛ تهویه مطبوع، تبرید سیستم‌های آبی موجود در کشتی را بر عهده دارند. آنها به دانش و تجربه عملی در زمینه برق، الکترونیک، پنوماتیک، هیدرولیک، شیمی، تولید بخار، توربین‌های گازی و حتی فناوری هسته ای در برخی از شناورهای نظامی و غیرنظامی نیاز دارند.

## رتبه‌ها و عناوین

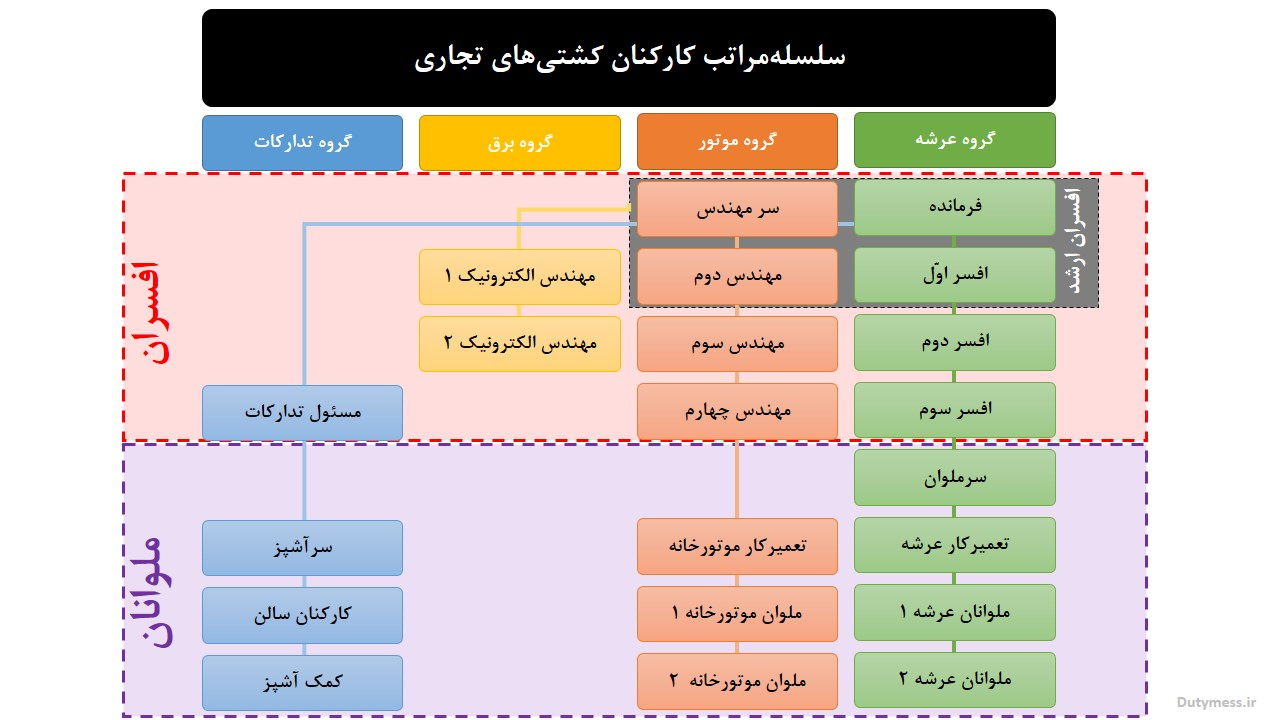
سلسه مراتب و دسته‌بندی خدمه موجود بر روی کشتی‌های تجاری

چندین رتبه و درجه در بین افسران موتور وجود دارد.

### افسران برجسته
- سرمهندس: مسئول تمامی بخش موتورخانه است و فقط به کاپتان گزارش می‌دهد.
- مهندس دوم: مسئول امور روزمره بخش موتور است و گاهی مسئول تعمیر و نگهداری موتور اصلی است.
- مهندس سوم: معمولاً موتورهای کمکی و دیگهای بخار شارژ می‌شوند. ساعت ۱۲–۴ را می‌گیرد.
- مهندس چهارم: معمولاً مسئولیت کمپرسورهای هوا، دستگاه‌های تصفیه، پمپ‌ها و سایر ماشین آلات کمکی را بر عهده دارد و بعضی اوقات مسئول دیگ‌های بخار است.

### افسران برق
افسران برق کمتر در بخش موتور به کار گرفته می‌شوند اما در کشتی‌های پیشرفته برای مسئولیت تجهیزات الکترونیکی و الکتریکی حضور دارند.
- افسر الکتروتکنیک (ETO): افسری که مسئول نگهداری تجهیزات الکترونیکی از جمله سیستم‌های اتوماسیون و تجهیزات فرایند و کنترل ابزار دقیق یا تجهیزات الکتریکی عمومی است و به سرمهندس گزارش می‌دهد.
- افسر برق: افسری که وظیفه تعمیر و نگهداری تجهیزات الکتریکی عمومی مانند موتورها، ترانسفورماتورها، چراغ‌ها، پریزهای خروجی و غیره را بر عهده دارد و به ETO و مهندس ارشد گزارش می‌دهد.

### سمت‌های دیگر
- مهندس تازه‌کار (Junior engineer): افسری که به عنوان مهندس چهارم واجد شرایط است اما تجربه کافی را ندارد. مهندس تازه‌کار در کلیه وظایف بخش موتور کمک می‌کند.
- کارآموز: یک افسر کارآموز موتور یا الکتروتکنیک نسبت به سایر پرسنل بخش موتور مسئولیت کمتری دارد. کارآموزهای اکثر کشورها در حین آموزش توسط یک شرکت حمل و نقل بورسیه می‌شوند، و پس از پایان آموزش در کشتی‌های متعلق به آن شرکت مشغول به کار می‌شوند.

## دانشگاه‌ها و مؤسسه‌ها
در ایران دانشگاه‌ها و موسسه‌هایی مسئولیت آموزش و تربیت افسر موتورخانه را برعهده دارند مانند:
- دانشگاه دریانوردی و علوم دریایی چابهار (چابهار)
- دانشگاه علوم و فنون دریایی خرمشهر (خرمشهر)
- دانشکده علوم دریایی محمودآباد (محمودآباد)
- دانشگاه علوم دریایی امام خمینی نیروی دریایی ارتش جمهوری اسلامی ایران (نوشهر)
- مؤسسهٔ آموزشی کشتیرانی جمهوری اسلامی ایران (بوشهر)
- مؤسسه علوم دریایی نفتکش پارس (محمودآباد)
- مؤسسه آموزشی کشتیرانی جمهوری اسلامی ایران (تهران)
- دانشکده علوم و فنون دریایی، دانشگاه جامع امام حسین نیروی دریایی سپاه پاسداران انقلاب اسلامی (چالوس)
- شرکت کیش‌رو آبی (تهران)
- آموزشگاه دریایی خزر آموز بندر (بندرانزلی)